# Кипар на Зимским олимпијским играма 1984.
Кипру је ово било друго учешће на Зимским олимпијским играма. Кипарску делегацију у Сарајеву 1984. Југославија представљало је пет такмичара (4 мушкарца и 1 жена) који су се такмичилу у четири дисциплине алпског скијања.
Кипарски олимпијски тим је остао у групи земаља које нису освојиле ниједну медаљу.

## Учесници по спортовима
| Спорт          | Мушкарци | Жене | Укупно |
| -------------- | -------- | ---- | ------ |
| Алпско скијање | 4        | 1    | 5      |
| Укупно(1)      | 4        | 1    | 5      |

## Резултати

### Алпско скијање
Жене
| Такмичар        | Дисциплина | Трка 1  | Трка 1 | Трка 2  | Трка 2 | Укупнп  | Укупнп       | Детаљи |
| Такмичар        | Дисциплина | Време   | Поз.   | Време   | Поз.   | Време   | Поз. (учес)  | Детаљи |
| --------------- | ---------- | ------- | ------ | ------- | ------ | ------- | ------------ | ------ |
| Лина Аристодиму | велеслалом | 1:29,22 | 50     | 1:34,23 | 43     | 3:03,45 | 43 / 43 (54) |        |
| Лина Аристодиму | слалом     | 1:08,53 | 26     | 1:11,11 | 21     | 2:19,64 | 21 / 21 (45) |        |

Мушкарци
| Такмичар          | Дисциплина | Трка 1               | Трка 1               | Трка 2               | Трка 2               | Укупнп               | Укупнп               | Детаљи |
| Такмичар          | Дисциплина | Време                | Поз.                 | Време                | Поз.                 | Време                | Поз. (учес)          | Детаљи |
| ----------------- | ---------- | -------------------- | -------------------- | -------------------- | -------------------- | -------------------- | -------------------- | ------ |
| Павлос Фотијадис  | велеслалом | Није завршио 1. трку | Није завршио 1. трку | Није завршио 1. трку | Није завршио 1. трку | Није завршио 1. трку | Није завршио 1. трку |        |
| Ламброс Ламбру    | велеслалом | 1:56,46              | 78                   | 1:59.51              | 69                   | 3:55.97              | 70 / 76 (108)        |        |
| Јијанос Пипис     | велеслалом | 1:56,18              | 76                   | 2:11,55              | 75                   | 4:07,73              | 75 / 76 (108)        |        |
| Алексис Фотијадис | велеслалом | 1:52,98              | 73                   | 2:01,05              | 70                   | 3:54,03              | 69 / 76 (108)        |        |
| Павлос Фотијадис  | слалом     | Дисквалификован      | Дисквалификован      | Дисквалификован      | Дисквалификован      | Дисквалификован      | Дисквалификован      |        |
| Алексис Фотијадис | слалом     | Није завршио 1. трку | Није завршио 1. трку | Није завршио 1. трку | Није завршио 1. трку | Није завршио 1. трку | Није завршио 1. трку |        |
| Јијанос Пипис     | слалом     | 1:30,69              | 66                   | 1:30,83              | 47                   | 3:01,52              | 47 / 47 / (101)      |        |
| Ламброс Ламбру    | слалом     | 1:17,27              | 58                   | 1:17,35              | 42                   | 2:34,62              | 41 / 47 (101)        |        |